# Herman, Quận Sheboygan, Wisconsin
Herman là một thị trấn thuộc quận Sheboygan, tiểu bang Wisconsin, Hoa Kỳ. Năm 2010, dân số của thị trấn này là 1.979 người.